# Hide Your Smiling Faces
Hide Your Smiling Faces ist ein US-amerikanisches Filmdrama, das im Jahr 2013 seine Premiere bei der 63. Berlinale feierte. Es wurde 2014 von der Tribeca Film in den USA veröffentlicht und kam dort in die Kinos. Der Film handelt von zwei Brüdern im Teenageralter, die sich mit dem Tod eines Freundes auseinandersetzen.

## Handlung
Der neunjährige Tommy und sein vierzehnjähriger Bruder Eric verbringen die Ferienzeit zusammen mit Freunden in den Wäldern von New Jersey, wobei der genaue Ort unbestimmt bleibt. Sie fahren mit dem Rad durch den Wald, dringen in verlassene Gebäude ein, schwimmen in einem See und verbringen ihre Zeit mit allerlei Explorationen, sei es in der Landschaft, sei es in pubertärer Hinsicht, als Tommy einen Kuss mit einem Freund wagt (durch eine Plastikfolie hindurch). Auch Ringkampfwettbewerbe gehören zum Ferienrepertoire. Einmal holt Tommys Freund Ian eine Pistole aus der Scheune seines Vaters und zeigt sie den anderen voller Stolz, der Vater bemerkt es und wird zornig, worauf Ian verschreckt in den Wald rennt.
Später stiehlt Eric zusammen mit seinem Freund Tristan einen Hamburger. Auf einer hochgelegenen, nicht mehr einsatzfähigen Eisenbahnbrücke verzehren sie ihr Diebesgut und bemerken dabei die Leiche des kleinen Ian direkt unter der Brücke. Es wird im Verlauf der Handlung nicht klar, ob es sich um einen Unfall oder um einen Selbstmord handelte.
Im Folgenden tauchen weitere Symbole des Todes auf: die Kinder entdecken eine Grabstätte von toten Tieren, sie besuchen einen alten Friedhof, in einem Haus spielen sie mit einer toten Krähe, zusätzlich spricht Erics Freund Tristan von Selbstmord, den er allerdings nicht begeht.
Die Erwachsenen um die Brüder herum können sie nicht trösten; ein Prediger redet sogar offenkundigen Unsinn: „Nein, der Herr wollte nicht, dass er stirbt. Aber er ist dennoch gestorben. Er führt und unterstützt uns alle, und so hat er auch Ian beschützt.“ Das Unvermögen der Erwachsenen quittieren die beiden Kinder mit einem Lächeln, das dem Film seinen Namen verleiht.
Die Brüder reagieren unterschiedlich auf Ians Tod. Während sich Tommy zurückzieht und eher meditativ mit diesem Thema umgeht, wird Eric aggressiv, auch im Umgang mit den Freunden bei ihren regelmäßigen Ringkämpfen, wo er Tristan mit einer Pistole bedroht. Bei einer Auseinandersetzung mit Ians Vater, als dieser ihren Hund Daisy an eine Kette legt und auf einer Straße aussetzt, dringt er in dessen Haus ein und verwüstet das Wohnzimmer.
Erst gegen Ende des Films gibt es versöhnliche Szenen: Im Wald trifft Eric auf einen Schwarzbär, der ihm jedoch nichts tut, sondern sich von ihm streicheln lässt. Und Tommy dringt in das Haus von Ians Vater ein, wo dieser ruhig dasitzt, ihm aber – trotz der vorhergegangenen Verwüstung – nichts antut. Mit einer Szene bei Regen am See, die an die Anfangsszene des Films erinnert, endet der Film.
Eigenarten des Films sind einerseits sehr karge, oftmals nichtssagende Dialoge, andererseits eine episodenhafte Erzählstruktur, wobei die einzelnen Szenen unzusammenhängend erscheinen.

## Hintergrund
- Gedreht wurde im Sussex County im Nordwesten von New Jersey. Dort verbrachte Carbone seine Kindheit. Auch die Handlung selbst basiert auf einem persönlichen Erlebnis: ein Mitschüler war in ähnlicher Weise ums Leben gekommen. Auch in seinem Fall blieb es unklar, ob es sich um einen Unfall oder um Selbstmord handelte.[1]
- Die Szene zu Anfang des Films, in der eine Schlange einen Fisch sehr langsam und quälend verzehrt, entstand zufällig und war so nicht geplant.[2]
- Der Schwarzbär, der am Ende des Films auftritt, wurde in einem Privatgehege in Upstate New York gefilmt und heißt Adrien.[3]
- Der Film wurde teilweise von Kickstarter, einem Fundraising-Unternehmen, teilweise aus privaten Spenden finanziert.

## Absichten
Regisseur Carbone hebt in verschiedenen Interviews auf eine wirklichkeitsnähere Sicht auf Jugendliche ab, als die, die in anderen Jugendfilmen geboten wird. Es geht ihm um die Identitätsfindung der Jungen, und hierbei spielt die Auseinandersetzung mit den Tod eine herausragende Rolle, insbesondere wenn man in einer ländlichen Umgebung aufwächst, in der auch der Tod von Tieren zum Alltag gehört. Neben dem Motiv der Verarbeitung des Todes ging es ihm um die Beziehung der Brüder, wie er sie auch selbst erlebt hat. Insofern will er den Film als optimistisch verstanden wissen.

„Mich sprechen die Nachwirkungen eines Geschehens weitaus mehr als die Fakten des Geschehens selbst an, denn hier geht es um die persönliche Erfahrung und Interpretation. Die Fakten sind konstant, aber welchen Sinn wir aus ihnen ziehen, ändert sich ständig. Bei jungen Leuten ist diese Tendenz noch stärker. Erlebnisse, die sich einer konkreten Erklärung entziehen, werden beinahe mythenhaft, und diese Verständnislosigkeit kann zu Scham und Schuldgefühlen führen.“

„Die Beziehung zwischen den Brüdern bildet das Grundgerüst des Films, und oft schaut Tommy hin zu – wenn nicht gar auf zu – Eric.“

## Kritik
Der Film bekam überwiegend positive Kritik. Bei den insgesamt 46 Rezensionen, die Rotten Tomatoes berücksichtigt hat, ergab sich eine positive Bewertung von 84 %. In den Kritiken wird überwiegend die ruhige, unaufgeregte Kameraführung gelobt, sodann die spielerisch überzeugenden Darstellungen von Ryan Jones (Tommy) und Nathan Varnson (Eric) und die für einen Jugendfilm ungewöhnliche und sehr überzeugende Thematik.

„Dieses poetische Drama kündigt einen talentierten jungen Regisseur an, der einen scharfen Blick auf die Jugend wirft; jemand, der eine wahrhaftige Vision präsentiert, wie Heranwachsende je nach Alter den Tod verarbeiten. Was ‚Hide your Smiling Faces‘ heraushebt, ist Carbones sanfter, poetischer Zugang, wo andere Filmemacher dieselbe Thematik in ein Melodrama verwandelt hätten.“

„Carbone hat einen Film gestaltet, der das wirkliche innere und äußere Chaos heraushebt, das Hand in Hand mit dem Älterwerden einhergeht, allein durch den Blickwinkel derer, die ihm ausgesetzt sind. Es handelt sich um einen Ansatz, der mit Nick Bentgens schöner, dennoch eindringlicher Kameraarbeit und mit der hervorragenden schauspielerischen Leistung von Varnson und Jones verknüpft ist und der ‚Hide your Smiling Faces‘ zu einem fesselnden Erlebnis macht.“

„Licht und Schatten machen einen Großteil dieses Films aus. Carbone stellt eine zupackende, junge Stimme in der unabhängigen Kinowelt dar, die es versteht, dass Visuelles nicht nur eine Geschichte zu erzählen vermag, sondern auch manches jenseits von Sprache auszudrücken imstande ist. Ein Film wie dieser geht weit über die Coming-of-Age-Thematik hinaus, der mit Kindern endet, die eine Menge zu lernen haben. … Hide Your Smiling Faces ist eines dieser aufregenden Momente im Kino, die belegen, dass Bilder tatsächlich größer sein können als Worte.“

„Tommy und Eric werden beide mit harten Wahrheiten konfrontiert, doch keiner versteht die vollen Implikationen. Es ist dieses beunruhigende Element des Erwachsenwerdens, das Carbone so gut einfangt: Tommys und Erics allmähliche Entdeckung, dass unser inneres Leben mit genauso vielen verborgenen Ecken und Überraschungen angefüllt ist wie jene in den Wäldern von New Jersey, mit denen sie es zu Anfang des Films ausschließlich zu tun hatten.“

## Auszeichnungen
- BendFilm Festival 2013
  - Beste Kameraführung: Nick Bentgen
  - Beste Regie: Daniel Patrick Carbone
  - Beste Vorstellung
- Champs-Élysées Film Festival 2013
  - Publikumspreis Bester Amerikanischer Film: Daniel Patrick Carbone
- Chicago International Film Festival 2013
  - Publikumspreis: Daniel Patrick Carbone
- Denver International Film Festival 2013
  - Bester Nachwuchsregisseur: Daniel Patrick Carbone
- Heartland Internationales Film Festival 2013
  - Großer Preis Beste Erzählung
  - Großer Preis Beste Framaturgie: Daniel Patrick Carbone
- Valladolid International Film Festival 2013
  - Jugend-Jurypreis: Daniel Patrick Carbone
- National Society of Film Critics Awards, USA 2014
  - Bester Film vor Kinoeinführung: Daniel Patrick Carbone

## Nominierungen
- British Film Institute Awards 2013
  - Nominiert für die Sutherland Trophäe: Daniel Patrick Carbone
- Tallinn Black Nights Film Festival 2013
  - Bester unabhängiger amerikanischer Film: Daniel Patrick Carbone
- Tribeca Film Festival 2013
  - Beste Erzählung: Daniel Patrick Carbone